# Banpo-myeon
Banpo-myeon (koreanska: 반포면) är en socken i kommunen Gongju i provinsen Södra Chungcheong
i den centrala delen av Sydkorea, 130 km söder om huvudstaden Seoul. Den ligger cirka 15 km nordväst om staden Daejeon.
En stor del av Gyeryongsan nationalpark och buddhisttemplet Donghaksa ligger i Banpo-myeon. 